# Kalergiho plán

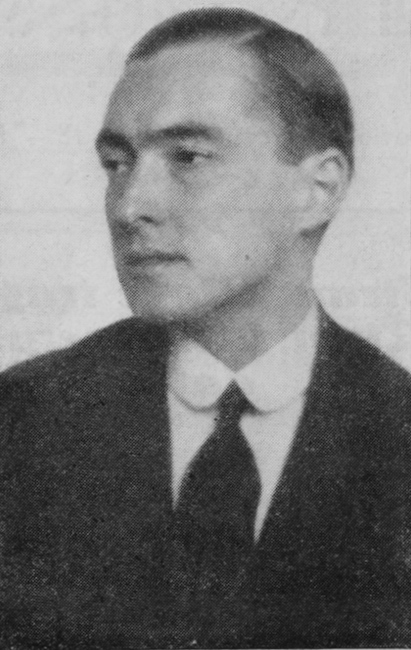
Richard von Coudenhove-Kalergi, domnělý tvůrce plánu

Kalergiho plán nebo Coudenhove-Kalergiho spiknutí je konspirační teorie varující před vyhlazením bílé rasy pomocí imigrace. Vychází z nepochopení knihy "Praktischer Idealismus" hraběte Kalergiho. Tento plán je nejčastěji zmiňován evropskými pravicovými skupinami a stranami, ale rozšířil se i do severoamerické politiky.

## Původ
Kalergi ve své knize Praktischer Idealismus předpověděl, že vznikne smíšená rasa budoucnosti: "Člověk budoucnosti bude míšencem. Dnešní rasy a sociální třídy postupně zmizí kvůli zmizení prostoru, času a předsudků. Eurasijsko-negroidní rasa budoucnosti, podobná svým vzhledem starověkým Egypťanům, nahradí rozmanitost národů rozmanitostí jednotlivců.“ Krajně pravicové konspirační teorie odkazují i na následující citát: "Místo zničení judaismu ho Evropa proti své vůli tímto umělým procesem výběru zušlechtila a vychovala z něj vůdčí národ budoucnosti." Moderní krajně pravicoví jedinci se snaží nakreslit vztahy mezi současnou evropskou politikou a touto knihou. Židy vlastněná média a organizace jako např. People for the American Way založená Normanem Learem Kalergiho plán označují za pouhou antisemitskou konspirační teorii.
Rakouský neonacistický spisovatel Gerd Honsik o tomto tématu psal ve své knize Kalergiho plán (2005). Nezávislé italské noviny Linkiesta zkoumaly konspirační teorii a popsaly ji jako podvod, který je srovnatelný s vymyšleným antisemitským dokumentem Protokoly sionských mudrců.

## Vnímání
The Southern Poverty Law Center popisuje Kalergiho plán jako výrazně evropský způsob, jak prosadit teorii spiknutí bílé genocidy na kontinentu. Hope Not Hate, skupina prosazující antirasismus, to popsala jako rasistickou konspirační teorii, která tvrdí, že Coudenhove-Kalergi měl v úmyslu ovlivnit evropskou politiku v oblasti přistěhovalectví, aby vytvořil „populaci bez identity“, které by pak údajně měla vládnout židovská elita.